# Castanopsis endertii
Castanopsis endertii är en bokväxtart som beskrevs av Sumihiko Hatusima och Engkik Soepadmo. Castanopsis endertii ingår i släktet Castanopsis och familjen bokväxter. Inga underarter finns listade.